# إبراهيم الزيات
إبراهيم فاروق محمد الزيات (بالألمانية: Ibrahim El-Zayat)‏ (26 فبراير 1968 - ) ألماني من أصل مصري أحد أعلام دعوة الإخوان المسلمين في أوروبا وأحد قيادات التنظيم العالمي للإخوان المسلمين، وهو يقيم الآن في ألمانيا. ومتزوج من ابنة شقيقة نجم الدين أربكان.

## المحاكمة العسكرية بمصر
أحاله الرئيس المصري حسني مبارك الي المحاكمات العسكرية مع اربعين من قيادات الاخوان في مصر الي المحكمة العسكرية الاستثنائية في ديسمبر 2006 وحكم عليه غيابيا بالسجن لمدة عشر سنوات في أبريل 2008
- وفي 26 يوليو 2012 أصدر الرئيس المصري محمد مرسي عفوا عاما عنه نشر في الجريدة الرسمية العدد 30 تابع لسنه 2012

## المؤهلات العلمية
- حصل على دبلوم الهندسة الاقتصادية 1990م.
- حصل على ماجستير في الاقتصاد (رؤية تقويمية حول الأنظمة الاقتصادية الإسلامية) 1992م.
- قام بدراسة الحقوق والاقتصاد (ماربورج وكولون ودام- شتات) 1993م.
- تخصَّص في المشاكل الاقتصادية بالدول- كولون 1994.
- يقوم بتحضير رسالة دكتوراه حول الزكاة كبديلٍ للتأمين الاجتماعي بالمجتمع الغربي 1996م.

## نشاطاته
- يعمل مديرًا عامًّا لعددٍ من الشركات الألمانية والتركية، ورئيس منظمة التجمع الإسلامي في ألمانيا.
- رئيس اتحاد مساجد قورش التركية
- تدرَّج في عدة مناصب بالمؤسسات الطلابية؛ منها رئيس الاتحاد الإسلامي للطلاب بألمانيا.
- رئيس مجلس إدارة الزيات للتجارة.
- عضو بالبرلمان الطلابي بجامعة دارم- شتات وماربورج- عضو البرلمان الطلابي لألمانيا.
- ممثل الطلاب بجامعة دارم- شتات.
- مسئول قسم الشباب والطلاب باتحاد المنظمات الإسلامية بأوروبا.
- عضو القيادة العامة بأمانة الطلاب بالحزب الديمقراطي المسيحي بألمانيا.
- من مؤسسي المجلس الأعلى للمسلمين بألمانيا.
- عضو مجلس أمناء مؤسسة الإغاثة الإسلامية عبر العالمية.
- عضو المكتب التنفيذي باتحاد المنظمات الإسلامية بأوروبا.
- عضو مجلس أمناء الكلية الأوروبية للدراسات الإسلامية.
- الأمين العام للمجلس الإسلامي بألمانيا.
- رئيس مجلس إدارة (SLM) لتجارة العقارات والاستثمار.
- مسئول أوقاف مؤسسة الميللي جروش التركية.
- المواقع الوظيفية في الندوة العالمية للشباب المسلم :
  - مسؤول مكتب أوروبا الغربية.
  - مندوب الندوة العالمية للشباب في ألمانيا
- قدَّم عددًا من الأبحاث في الاقتصاد الإسلامي وفي شئون المسلمين في أوروبا